# Сибирцев, Михаил Георгиевич
Михаил Георгиевич Сибирцев (род. 30 июня 1952, Малое Окунево, Курганская область) — советский лыжник и биатлонист. Бронзовый призёр чемпионата СССР по биатлону в гонке патрулей (1982). Мастер спорта СССР (1973), заслуженный тренер России (2006), подполковник запаса. Работает тренером-преподавателем в Государственном бюджетном учреждении спортивная школа олимпийского резерва №3 Калининского района Санкт-Петербурга, председатель Региональной общественной организации «Клуб любителей лыжных гонок Санкт-Петербурга».

## Биография
Михаил Георгиевич Сибирцев родился 30 июня 1952 года в деревне Малое Окунево Иванковского сельсовета Кировского района Курганской области, ныне деревня входит в Мишкинский муниципальный округ Курганской области.
В лыжном спорте с 1967 года. В 8 классе в школу пришел Пухов Анатолий Петрович, преподаватель физкультуры и привил любовь к этому виду спорта.
Окончил среднюю школу в селе Кирово Кировского сельсовета Мишкинского района Курганской области.
В 1969 году поступил и в 1973 году окончил ГДОИФК им. П. Ф. Лесгафта (Ленинград).
В начале карьеры представлял спортивное общество «Буревестник», затем — команду Вооружённых Сил (СКА) и город Ленинград. Воспитанник тренера Павла Матвеевича Виролайнена.
На чемпионате СССР по биатлону 1982 года стал бронзовым призёром в гонке патрулей в составе сборной Вооружённых Сил.
После окончания спортивной карьеры работал преподавателем на кафедре физического воспитания Академии им. А. Ф. Можайского. Ушел в запас в 1997 году в звании подполковника.
В должности тренер-инженер участвовал в четырёх Олимпийских играх (2002, 2006, 2010, 2014), шести чемпионатах мира (2001, 2003 ,2005, 2009, 2011, 2013), и двух Всемирных Универсиадах. С 1997 года работал смазчиком лыж в сборной России по лыжным гонкам. С 2003 года работал смазчиком лыж у Юлии Анатольевны Чепаловой.
С 2014 года работает тренером-преподавателем в Государственном бюджетном учреждении спортивная школа олимпийского резерва № 3 Калининского района Санкт-Петербурга. Одновременно, с начала 2000-х годов работает сервисёром (смазчиком) сборной России по лыжным гонкам.
С 11 ноября 2015 года по декабрь 2021 года соучредитель и с июля 2016 года председатель Региональной общественной организации «Клуб любителей лыжных гонок Санкт-Петербурга». Участвует в ветеранских соревнованиях.

## Награды и звания
- Мастер спорта СССР, 1973 год
- Заслуженный тренер России, 2006 год